# Lamprempis calopoda
Lamprempis calopoda är en tvåvingeart som beskrevs av Mario Bezzi 1905. Lamprempis calopoda ingår i släktet Lamprempis och familjen dansflugor. Inga underarter finns listade i Catalogue of Life.